# Jabal Umm ad Dāmī
Jabal Umm ad Dāmī (arabiska: جبل أم الدامي) är ett berg i Jordanien.   Det ligger i guvernementet Akaba, i den södra delen av landet, 300 km söder om huvudstaden Amman. Toppen på Jabal Umm ad Dāmī är 1 854 meter över havet.
Terrängen runt Jabal Umm ad Dāmī är huvudsakligen kuperad. Jabal Umm ad Dāmī är den högsta punkten i trakten. Trakten runt Jabal Umm ad Dāmī är nära nog obefolkad, med mindre än två invånare per kvadratkilometer. Det finns inga samhällen i närheten. Trakten runt Jabal Umm ad Dāmī är ofruktbar med lite eller ingen växtlighet.